# Kysucké Beskydy
Kysucké Beskydy jsou pohoří na hranicích severozápadního Slovenska a jižního Polska. Jsou pokračováním Oravských a Żywieckých Beskyd. Z pohledu polského členění podle Jerzyho Kondrackiego jsou pouze součástí mezoregionu Beskid Żywiecki; z pohledu slovenského členění jsou samostatným geomorfologickým celkem. Na jihu přecházejí v nižší Kysuckou vrchovinu. Jejich velká část spadá pod Chráněnou krajinnou oblast Kysuce.
Nejvyšším vrcholem je Veľká Rača (Wielka Racza, 1 236,1 m n. m.), další významné vrcholy jsou Kykuľa (1 087 m n. m.) a Malá Rača. Většinu území pokrývají lesy s množstvím chráněných druhů rostlin, z nichž několik je kriticky ohrožených.
Hlavní hřeben tvoří státní hranici s Polskem. Pohoří se skládá ze dvou geomorfologických částí Javorský Beskyd a Rača, které navzájem odděluje dolina Oščadnice. Toto flyšové a bradlové pásmo charakterizují hlavně sesuvy půdy.

## Nejvyšší vrchy
- Veľká Rača – 1 236,1 m
- Rycierova hora – 1 225,5
- Javorina – 1 172,9 m
- Malá Rača – 1 153 m
- Bugaj – 1 140 m